# Three Oaks (Michigan)
Pour les articles homonymes, voir Three Oaks.
Three Oaks est un village du comté de Berrien, dans l'État du Michigan, aux États-Unis. En 2020, il comptait une population de 1 370 habitants.